# Adolf von Rauch (Papierfabrikant)

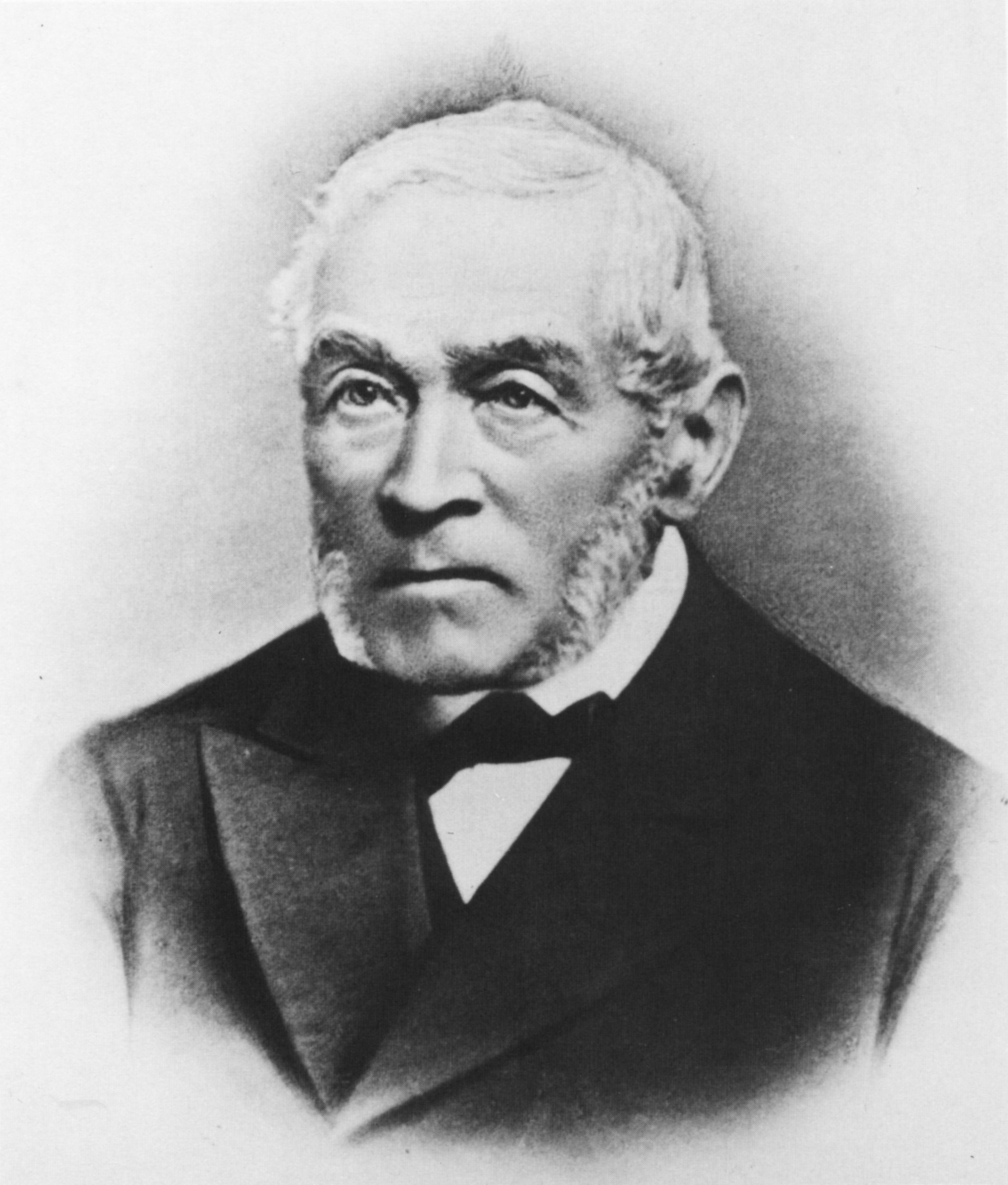
Adolf von Rauch

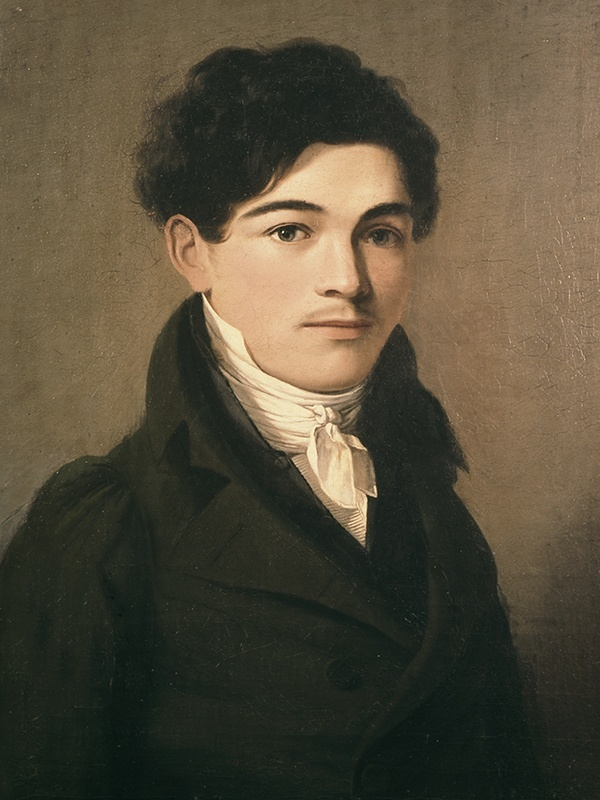
Porträt des jungen Adolf von Rauch von Carl Dörr (1815)

Adolf von Rauch (* 22. April 1798 in Heilbronn; † 12. Dezember 1882 ebenda) war ein deutscher Papierfabrikant in Heilbronn und als solcher einer der Pioniere der Heilbronner Papierindustrie. Er hat sich außerdem um den sozialen Wohnungsbau in Heilbronn verdient gemacht.

## Leben
Den Brüdern Adolf und Moriz von Rauch gehörte bereits in jungen Jahren eine Tabak-, Öl- und Farbholzmühle mit angeschlossenem Handelsunternehmen, die ihr Großvater Johann Benjamin Rauch (1703–1776) gemeinsam mit Christian Becht im Jahre 1762 gegründet hatte. Ihr Vater Johann Max Moriz Rauch (1754–1818) wurde im Jahr 1808 geadelt. Von 1821 bis 1822 war Adolf von Rauch in England, wo er Fachwissen über die Papierherstellung erwarb. 1823 nahmen die Brüder in ihrer Mühle eine englische Papiermaschine in Betrieb und wandelten den Mühlbetrieb in die Papierfabrik Gebrüder Rauch um. Von seinem Bruder Moriz erhielt er, nachdem diesem fünf Kinder geboren waren, die Villa Rauch überlassen und nahm diese als Wohnsitz.
Bei der Gründung der Handels- und Gewerbekammer Heilbronn im Jahr 1855 gehörte Adolf von Rauch zu deren zwölf „notablen“ Mitgliedern, die vom württembergischen König in dieses Amt berufen wurden. 1856 gehörte Rauch zu den Initiatoren des erstmaligen Baus von speziellen Arbeiterwohnungen durch die älteste gemeinnützige Wohnungsbaugesellschaft in Württemberg, den Verein zur Herstellung von Arbeiterwohnungen, aus dem sich später die heutige Stadtsiedlung Heilbronn entwickelte.
Adolf von Rauch war seit 1833 mit Elisabeth Eleonore von den Velden (1810–1843), der Tochter eines Frankfurter Bankherren, verheiratet und hatte mit dieser drei gemeinsame Kinder, darunter Luise von Rauch (1842–1916), die 1869 Adolf Feyerabend heiratete. Elisabeth verstarb im Wochenbett sechs Tage nach der Geburt der zweiten Tochter Elisabeth.